# 东城区 (许昌市)
许昌市东城区设立于1997年4月，位于河南省许昌市市区东部，总规划面积48平方公里，是许昌市未来的政治、经济和文化中心。

## 简介
实行“以东城区行政服务中心和高新技术产品区为中心带动南部开发”的战略，东城区将建成集行政办公、文化教育、金融商贸、高新技术和生活居住于一体的现代化、多功能、外向型、园林式新城区。东城区党工委和管委会为该区管理机构。

## 五大模块
- 市政广场
- 大学城
- 商贸中心
- 东城行政区
- 工业区[2]